# Miranda Bailey (postać)
Miranda Bailey – fikcyjna postać, jedna z bohaterów serialu Chirurdzy stacji ABC. Grana przez Chandrę Wilson, a stworzona przez Shondę Rhimes. Pracuje w Seattle Grace Hospital od początku serialu jako rezydentka chirurgii ogólnej.

## Historia postaci
Miranda Bailey z początku jest zimna i brak jej współczucia. Po narodzinach syna, Williama George'a Baileya Jonesa, Bailey zmienia się w pełną uczuć i współczucia kobietę. Trwała przy Cristinie podczas jej problemów z ciążą oraz przy Izzie, gdy przechodziła chemioterapię.
Jest jednym z najlepszych rezydentów, jak i chirurgów Seattle Grace Hospital.
Od połowy drugiego, aż po trzeci sezon, Miranda zmagała się z problemami: jednoczesnego bycia rodzicem oraz chirurgiem. Jej profesjonalizm oraz powszechne zaufanie zostało załamane, podczas gdy jedna z jej stażystek, Izzie, aby pomóc swemu narzeczonemu, Denny'emu Duquette'owi, przecięła kabel LVAD. Miranda czuła, że nie panuje już nad swoimi stażystami i to wszystko jej wina. Złudzona, jak niewiele może pomóc pacjentom jako chirurg, otwiera, wraz z Izzie, przychodnię im. Denny'ego Duquette'a w połowie trzeciego sezonu, która stała się jej priorytetem.
Podczas czwartego sezonu, gdy to Callie została wybrana na szefa rezydentów, Miranda postanowiła pomóc koleżance, która obecnie przechodziła kryzys w swoim małżeństwie. Szef zauważył co się święci, zdegradował Callie i oddał stanowisko Mirandzie, która była tym faktem zaszczycona do tego stopnia, że popłakała się przed szefem. W czwartym sezonie Bailey pomogła rasiście, który wyraźnie nie był zadowolony, że Miranda jest ciemnej karnacji i przeprowadziła na nim operację. Kończąc, zaszyła brzuch pacjenta tak, aby wytatuowana na nim swastyka straciła swój kształt. Powiedziała również, że nie życzy sobie więcej nazywania jej Kapo.
Miranda przedkładając swoją karierę ponad małżeństwo, doprowadziła najpierw do separacji, a później do rozwodu. W piątym sezonie, dowiadując się od Cristiny o raku Izzie, Miranda postanawia natychmiast pomóc swojej dawnej stażystce. Po udanej operacji Miranda postanawia spróbować swoich sił w pediatrii, co wyraźnie nie podoba się szefowi. Twierdzi, że marnuje ona swój potencjał. Bailey ostatecznie rezygnuje z pediatrii i zostaje z powrotem na chirurgii ogólnej.
Na początku szóstego sezonu zostaje specjalistą na chirurgii ogólnej. Próbuje również stworzyć związek z Benem Warrenem – anestezjologiem z Mercy West. W czasie napadu Gary'ego Clarka mówi mu, że jest pielęgniarką, aby ocalić życie. Następnie, wspólnie z pacjentką – Mary Portman, próbuje ratować swojego rezydenta – Charlesa Percy'ego. Umierając, Percy prosi Bailey, by powiedziała Reed Adamson, że ją kocha.
W siódmym sezonie Bailey kończy związek z Benem, gdyż nie jest na to teraz gotowa. Pomaga również Cristinie wrócić do operowania. Wkrótce potem do szpitala trafia Mary Portman na prostą operację, po której umiera. Był to potworny cios dla Mirandy. Zaczyna związek z pielęgniarzem, Eli Lloydem.
W ósmym sezonie, po kłótni z Benem, rozstaje się z pielęgniarzem.
W dziewiątym sezonie bierze ślub z Benem Warrenem. Pozostają w związku na odległość, ponieważ Ben zaczyna nową specjalizację w Los Angeles. Okazuje się także, że Bailey jest nosicielką bakterii gronkowca przez co traci trzech pacjentów operowanych przez siebie. Po wyleczeniu nadal nie może się przełamać i zacząć operować. Udaje jej się to, dopiero gdy ratuje życie Meredith po porodzie. Na jej cześć Meredith nazywa swojego synka Bailey Sheperd.
W kolejnych sezonach jej mąż Warren rezygnuje ze stażu w Los Angeles i wraca do Seattle, dostaje się na staż chirurgiczny w Grey Sloan Memorial. Tym samym jest bliżej żony. Miranda zmienia się pod wpływem męża – staje się bardziej uczuciowa i łagodniejsza. Po odejściu Christiny walczy z Aleksem Karevem o jej miejsce w zarządzie szpitala i wygrywa. Po rezygnacji Owena Hunta z funkcji szefa oddziału zostaje nową kandydatką na to stanowisko.